# Lastreopsis marginans
Lastreopsis marginans är en träjonväxtart som först beskrevs av F. v. Muell., och fick sitt nu gällande namn av D.A.Smith, Amp; Tindale och Tindale. Lastreopsis marginans ingår i släktet Lastreopsis och familjen Dryopteridaceae. Inga underarter finns listade.